# Kurt Eichler
Kurt Eichler (* 26. September 1905 in Geringswalde; † 28. August 1990 ebenda) war ein deutscher Maler und Grafiker, vor allem Illustrator.

## Leben und Werk
Eichler besuchte das Lehrerseminar Rochlitz und studierte in Dresden von 1928 bis 1933 bei Otto Dix und Richard Müller an der Akademie für Bildende Künste, bei Walther Klemm, Georg Erler und Walter Flemming an der Staatlichen Akademie für Kunstgewerbe sowie an der Technischen Hochschule. Er malte im Stil der Neuen Sachlichkeit und war von 1934 bis 1945 Kunsterzieher an der Dresdner Kreuzschule. Danach arbeitete er in Dresden als freischaffender Künstler. Eichler entwarf u. a. Bilder für Adventskalender und Karten mit christlichen oder typisch erzgebirgischen weihnachtlichen Motiven, von denen sich einige im Museum für Sächsische Volkskunst befinden. Vor allem schuf er Illustrationen für eine bedeutende Zahl von Büchern insbesondere der Evangelischen Verlagsanstalt, des Union Verlags, des Altberliner Verlags Lucie Groszer, des Brunnen-Verlags, Giessen/Basel, und von Ensslin & Laiblin, Reutlingen.
Aufmerksamkeit fand Anfang der 2010er Jahre der Fund und die Restaurierung seines Bilds Mädchen im karierten Kleid (um 1930, Mischtechnik Tempera/Öl auf Sperrholzplatte, 66 × 54,5 cm; jetzt Galerie Neue Meister Dresden, Inv.-Nr. 2010/30).
Eichler war Mitglied des Verbands Bildender Künstler der DDR.

## Teilnahme an Ausstellungen (mutmaßlich unvollständig)
- 1947: Rochlitz, Staatliche Landwirtschaftliche Schule („Kunstausstellung Rochlitz. Malerei – Grafik – Plastik – Kunsthandwerk der im Kreis Rochlitz schaffenden Künstler“)

- 1962/1963 und 1967/1968: Dresden, Fünfte und VI. Deutsche Kunstausstellung
- 1972 und 1979: Dresden, Bezirkskunstausstellungen
- 1979: Berlin, Ausstellungszentrum am Fernsehturm („Buchillustrationen in der DDR. 1949 – 1979“)